# Jeremi Kubicki

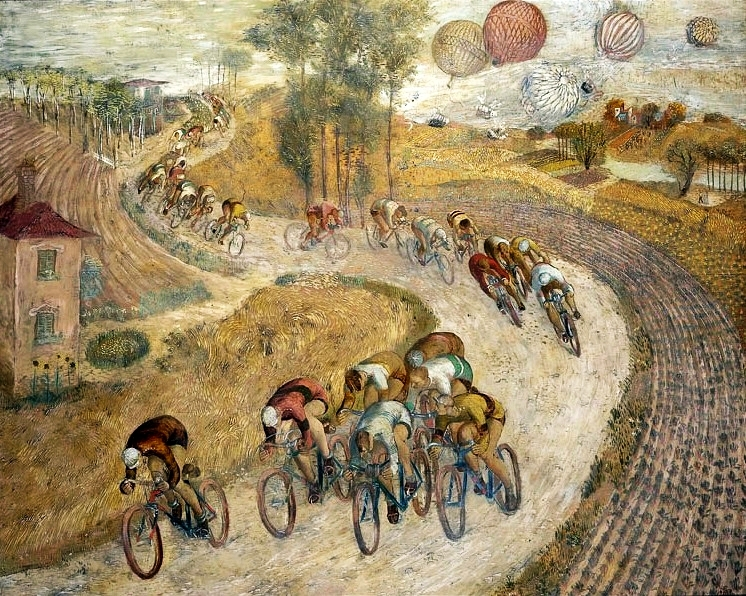
Mit dem Bild Cykliści nahm Kubicki am Kunstwettbewerb der Olympischen Spiele in Berlin teil.

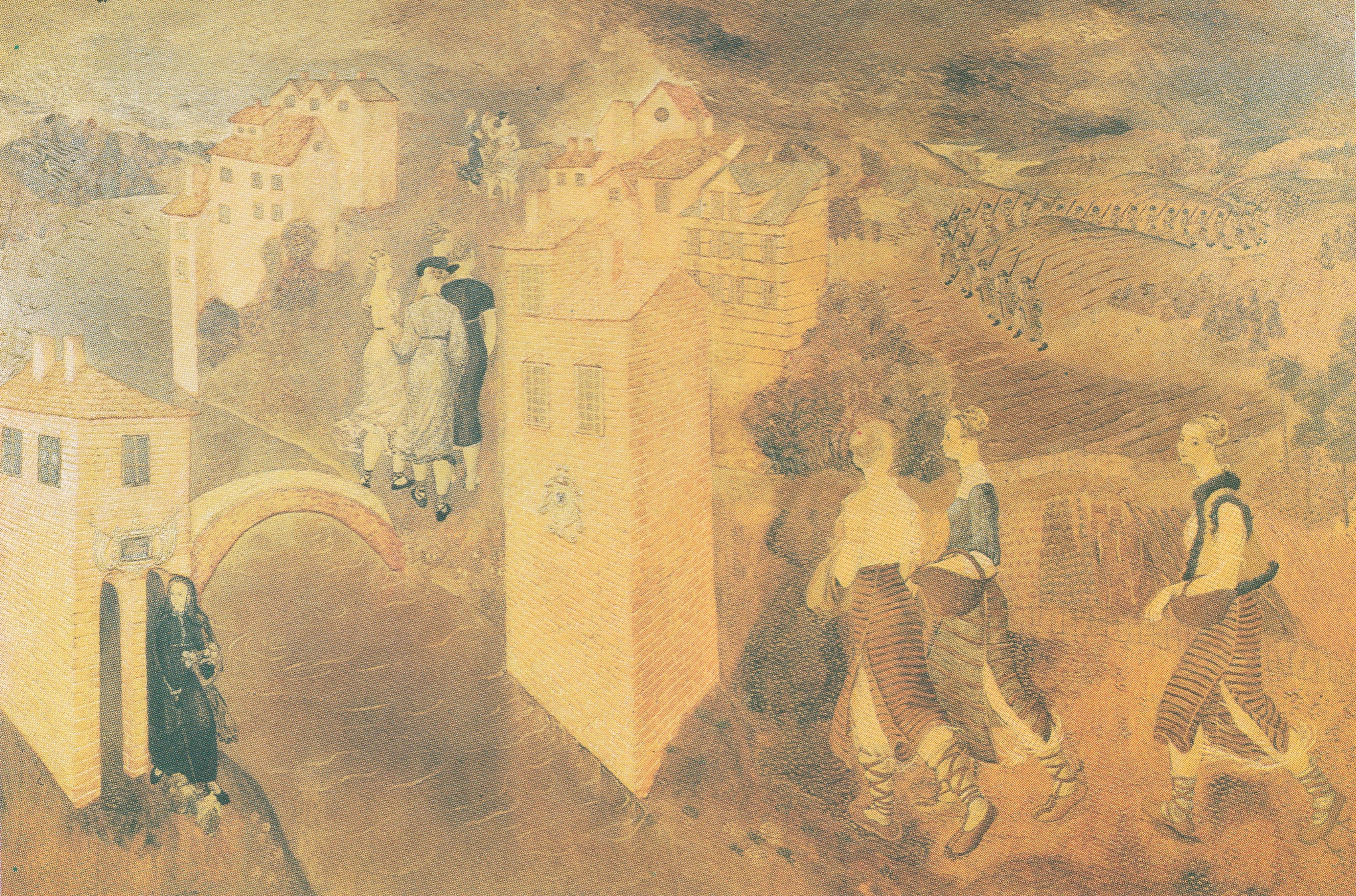
Manoeuvres von Kubicki

Jeremi Kubicki (* 6. April 1911 in Łódź, Russisches Kaiserreich; † 5. Dezember 1938 in Warschau) war ein polnischer Maler.

## Biographie
Jeremi Kubicki war ein Sohn von Jan Kubicki und Antonia, geb. Flisów. Sein Vater zog 1911 mit der Familie nach Warschau, wo er als Kommissionär im Hotel Europejski arbeitete. In Warschau besuchte Jeremi Kubicki sechs Jahre lang das Stanislaus-Kostka-Gymnasium. Danach studierte er Malerei am Institut der Bildenden Künste bei Stanisław Rzecki und Wacław Borowski und ab 1929 an der Akademie der Bildenden Künste Warschau bei Tadeusz Pruszkowski und Leonard Pękalski.
1932 und 1936 nahm Kubicki an den Kunstwettbewerben der Olympischen Spiele teil, ohne jedoch eine Auszeichnung zu erringen. Ab 1935 war er Mitglied der Künstlergruppe Bractwo św. Łukasza (Bruderschaft des Heiligen Lukas). Nach dem Vorbild einer mittelalterlichen Gilde mit Regeln, Aufnahmeritus und Generalversammlung sowie einem „Meister“ (Tadeusz Pruszkowski) ließen sich die Maler von der niederländischen Malerei inspirieren und schufen Gemälde mit religiösen, Genre- und historischen Motiven als nationale Kunst. Kubicki verfolgte auch seinen eigenen Stil: In feinen, präzisen Linien und zarten Farbtönen malte er eine unwirkliche Welt mit „ätherischen weiblichen Figuren, marschierenden Soldaten und Landschaften“.
Maler der Bruderschaft, unter ihnen Kubicki, schufen die Innendekoration des polnischen Pavillons auf der Pariser Weltfachausstellung Paris 1937. Sein größtes Gemälde aus diesem Pavillon wurde später in dem Restaurant auf dem Berg Gubałówka oberhalb von Zakopane angebracht. Gemeinsam mit Antoni Michalak und Edward Manteuffel malte er Ornamente für das bekannte Schokoladengeschäft von E. Wedel, die nicht mehr existent sind.
Die Maler der Gilde zeichneten ebenfalls für die gemalten Dekorationen der polnischen Passagierschiffe MS Piłsudski und MS Batory verantwortlich. Auf der Piłsudski stattete er die „Damenbar“ mit fünf Gemälden aus, in deren Mittelpunkt Frauen standen. Auch gehörte er zu den Künstlern, die anlässlich des 20-jährigen Bestehens der Zweiten Polnischen Republik Gemälde zur polnischen Geschichte für den polnischen Pavillon bei der Weltausstellung 1939 in New York erstellten. Die Werke wurden mit der Piłsudski nach New York transportiert. Das Schiff fuhr bei seiner Rückkehr aus den USA auf Seeminen und ging am 26. November 1939 vor der englischen Küste bei Yorkshire unter. Die Gemälde aus dem Pavillon wurden vom Polish Museum of America in Chicago angekauft und sind im Le Moyne College in Syracuse, New York, ausgestellt.
1934 heiratete Kubicki die Malerin und Sportfliegerin Anna Henneberg (1907–1936). Sie starb zwei Jahre nach der Eheschließung an Tuberkulose.
Kubicki beging am 5. Dezember 1938 im Alter von 27 Jahren Suizid, indem er sich in den Kopf schoss. Der Großteil seines Werks ging während des Zweiten Weltkriegs verloren. Sein Bild Cykliści, mit dem er an den Kunstwettbewerben der Olympischen Sommerspiele 1936 in Berlin teilgenommen hatte, befindet sich im Nationalmuseum Warschau.